# Korpabergets fornborg
Korpabergets fornborg i Asarums socken är en av åtta registrerade fornborgar i Blekinge. Den ligger strax norr om ett gravfält mitt i Asarum. Den är 150 gånger 70 meter stor, belägen på en flack bergsplatå och begränsas av branta stup och sluttningar samt flera stenmurar och spärrmurar. Stenmurarna är sammanlagt cirka 50 meter långa, 1.5-3 meter breda och upp till en meter höga. Spärrmurarna är 1.5-3 meter långa.